# (27743) 1990 VM
(27743) 1990 VM là một tiểu hành tinh vành đai chính. Nó được phát hiện bởi Robert H. McNaught ở Đài thiên văn Siding Spring ở Coonabarabran, New South Wales, Australia, ngày 8 tháng 11 năm 1990.